# 民族芸能を守る会
民族芸能を守る会（みんぞくげいのうをまもるかい）は、民族芸能の伝承と育成を目的とした芸能関連の任意団体。「民俗芸能～」は誤り。

## 概要
1961年6月14日、『民族芸能を守る会』発足。会長はタカクラテル、副会長は小生夢坊（こいけ・むぼう）。上野・本牧亭にて月1回の例会を開催。独自に開催する会のみならず多くの地域寄席と連携をとり、勉強の場としての落語会の輪を広げていった。
- 1971年に会報『民族芸能』を創刊。演芸関係の文章・聞き書きなどが数多く掲載され、演芸研究のための貴重な資料となっている[2]。
- 会報に書いた文章が『落語家論』にまとめられた柳家小三治曰く「思ったことを思い浮かんだままに書いたってだけで。あそこは共産党系ですけど、だからといって別に共産党をヨイショもしてないし。共産党って別に好きじゃないんですよ（笑）。「赤旗まつり」ってとこに毎年引っ張り出されたけどね[2]。」とのこと。
- 1961年の第4回日本共産党の赤旗まつりから40回以上「青空寄席」で協力。数多くの人が野外で演芸を観る貴重な機会を提供した。
- 発足時から亡くなるまで事務局長（晩年は名誉事務局長）を務めた茨木一子（いばらぎかずこ、 - 2009年5月）は、柳家小三治に「不思議な人」と呼ばれてその魅力は多くの芸人から愛された[1]。
- 関東を中心としたイオンでの寄席に携わってきた。
- 現在も中心メンバーとして稲田和浩が関わる。
- 数回の活動休止[3]を経ている。

以下浪曲関連のみ抜き出し。
- 第1回 東家幸楽「佐倉義民伝」
  - 2代目木村重松、木村忠衛など出演。
  - 1969年 日中国交正常化前、日中交流の訪問旅行に木村重松も参加。

- 中川明徳「浪曲団体結成史」連載37回
  - 赤い新内の別名がある岡本文弥、落語家の2代目桂枝太郎、トンガリの異名を持つ8代目林家正蔵などが多数出演している。
  - 他に三遊亭円生、5代目宝井馬琴、東京芸術大学に邦楽科を作った平井澄子など。
  - 後に、人間国宝の柳家小三治、9代目入船亭扇橋、林家正雀、講談の6代目宝井馬琴、6代目神田伯龍、一龍斎貞山、邦曲界からは、新内の岡本宮之助が出演。